# Saint-Nicolas-de-la-Balerme
Saint-Nicolas-de-la-Balerme – miejscowość i gmina we Francji, w regionie Nowa Akwitania, w departamencie Lot i Garonna.
Według danych na rok 1990 gminę zamieszkiwało 365 osób, a gęstość zaludnienia wynosiła 77 osób/km² (wśród 2290 gmin Akwitanii Saint-Nicolas-de-la-Balerme plasuje się na 824. miejscu pod względem liczby ludności, natomiast pod względem powierzchni na miejscu 1442.).